# Piazza Armerina
Piazza Armerina (tiếng Sicilia: Ciazza) là một comune ở tỉnh Enna của đảo tự trị Sicilia.
Thành phố này hình thành từ thời người Norma Ý còn chiếm đa số ở đảo Sicilia thời La Mã cổ đại. Thành phố có di sản thế giới UNESCO Villa Romana del Casale.

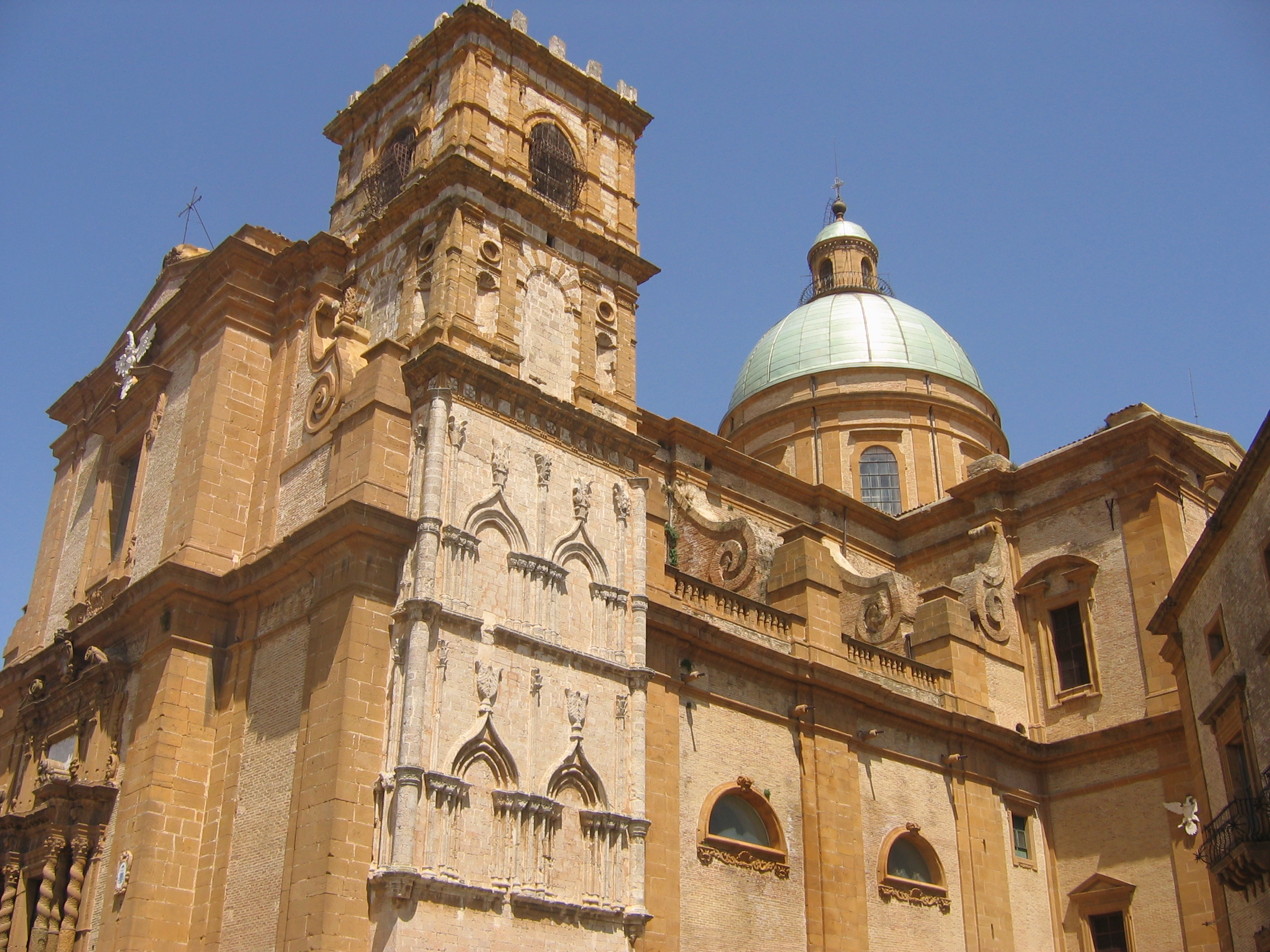
Nhà thờ chính tòa Piazza Armerina.

Đây là một thành phố du lịch.